# 미국의 법조윤리
미국의 법조윤리(Professional Responsibility)는 미국의 법조인들이 지켜야 할 윤리적 규범으로 법적 강제성을 띄고 있다. 미국 법학전문대학원과 변호사시험의 과목 중 하나이다.

## 미국변호사윤리규범
미국변호사윤리규범 1887년 알라바마주가 최초로 변호사윤리규정을 채책한 후 미국변호사협회가 1908년 변호사융리강령을 채택 (9조로 이루어짐)하고 1969년 모범규범이 채택되는 등의 역사를 거쳤다. 1983년 모범규범을 수정한 윤리규범이 채택되어 지금까지 시행되고 있다.

## 변호사의 의무

### 신인의무
미국에서는 변호사와 의뢰인 사이의 관계를 단순한 위임계약으로 보지 않고 신인의무 (성실의무)를 부담하는 지위와 계약의 혼합으로 이해한다.

### 의뢰인에 대한 충성의무
미국의 법조윤리규정은 민사사건에서의 화해제의의 수용 여부， 형사사건에서의 유죄 인정 여부 배심재판 포기 여부 · 증언 여부， 민사 · 형사사건에서의 상소 여부， 그와 동일시 할 수 있는 중요 결정(예컨대 항변의 포기나 부동산의 매각) 동에 대하여는 의뢰인의 결정에 구속된다고 규정한다.

### 성실의무
변호사가 다른 변호사에게 직무를 위임하였다 하더라도 의뢰인에게 부담하는 직무책임은 여천하므로， 다론 변호사의 과실이 있는 경우 변호사는 그 태만이나 과실을 알지 못하더라도 의뢰인에 대하여 직무책임을 부담한다.

## 변호사 광고
Bales 판결에서 표현의 자유의 한 내용으로서 광고의 자유를 인정하였다.

## 같이 보기
- 법조윤리시험
- 전미법조윤리시험